# Thierry Boon
Thierry Boon-Falleur (* 3. Dezember 1944 in Kessel-Lo) ist ein belgischer Immunologe und emeritierter Professor an der Université catholique de Louvain. Er leitete von 1978 bis 2010 das Ludwig Institute for Cancer Research in Brüssel, ist aber weiterhin (Stand 2012) als Arbeitsgruppenleiter dort tätig.
Boon schloss 1965 sein Medizinstudium an der Université catholique de Louvain ab und erwarb 1970 einen Ph.D. an der Rockefeller University in New York, wo er zunächst auch als Postdoktorand blieb. 1971 ging Boon als Forschungsleiter an das Centre national de la recherche scientifique, bevor er 1975 als Dozent an die Université catholique de Louvain wechselte, wo er 1981 eine ordentliche Professur erhielt.
Boon gehört zu den am höchsten dekorierten europäischen Krebsforschern. Er gilt als führend auf dem Gebiet der Krebsimmunologie. Boon konnte Tumorantigene identifizieren, die cytotoxische T-Zellen aktivieren. Außerdem konnte er die Struktur von Tumorantigenen bei Mäusen und Menschen aufklären, darunter die MAGE-Familie (melanoma antigene), Tyrosinase und Melanin A, womit die Basis für eine Entwicklung der Krebsimmuntherapie gelegt wurde.

## Auszeichnungen (Auswahl)
- 1987 William B. Coley Award[3]
- 1989 Mitglied der Academia Europaea[4]
- 1990 Dr. Josef Steiner Krebsforschungspreis[5]
- 1990 Francqui-Preis[6]
- 1994 Louis-Jeantet-Preis[7]
- 1996 Mitglied der Académie royale de Belgique[8]
- 1999 Léopold-Griffuel-Preis[9]
- 2002 Mitglied der Päpstlichen Akademie der Wissenschaften[10]
- 2006 Mitglied der National Academy of Sciences